# Kazuo Ishiguro
Ngài Kazuo Ishiguro OBE FRSA FRSL (/kæˈzuːoʊ ˌɪʃɪˈɡʊəroʊ, ˈkæzuoʊ -/; sinh ngày 8 tháng 11 năm 1954) là một tiểu thuyết gia, nhà biên kịch, nhà văn người Anh gốc Nhật Bản. Ông sinh tại Nagasaki, Nhật Bản, và chuyển tới Anh vào năm 1960 khi lên 5 tuổi.

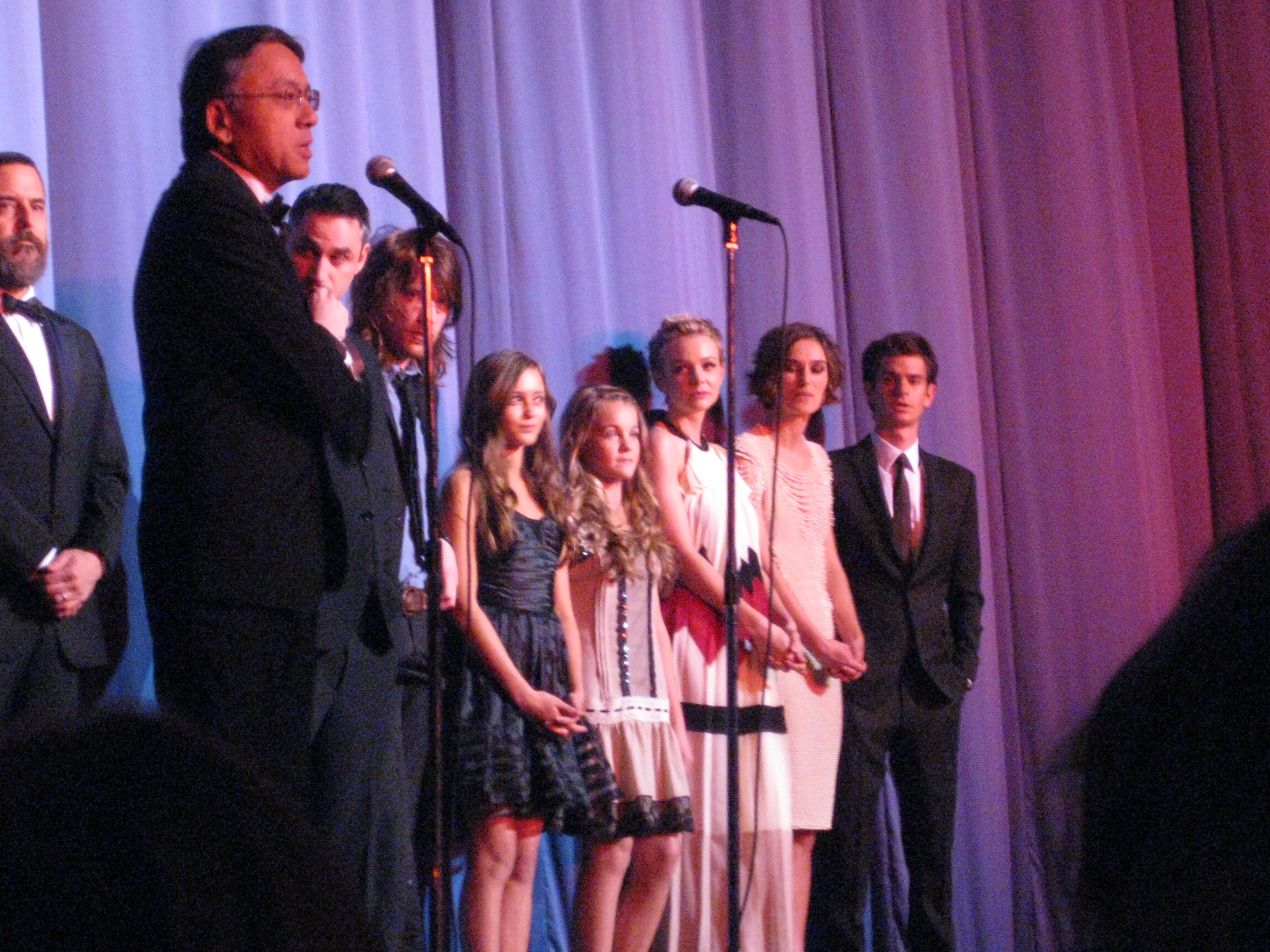
Ishiguro với các diễn viên của phim Never Let Me Go, năm 2010

Ishiguro là một trong những tác giả tiểu thuyết đương đại nổi tiếng nhất trong văn học tiếng Anh. Ông đã nhận được bốn đề cử giải Man Booker và đoạt giải này vào năm 1989 cho cuốn tiểu thuyết Tàn ngày để lại (The Remains of the Day). Tiểu thuyết Mãi đừng xa tôi năm 2005 của Ishiguro được TIME Magazine bình chọn là tiểu thuyết hay nhất của năm, và nằm trong danh sách 100 tiểu thuyết tiếng Anh hay nhất xuất bản từ năm 1923 đến 2005 của tạp chí này.
Năm 2017, Viện Hàn lâm Thụy Điển đã trao giải Nobel Văn học cho Ishiguro, trong đó miêu tả ông là một nhà văn "người mà, trong những cuốn tiểu thuyết giàu cảm xúc, đã khám phá ra vực thẳm bên dưới cảm giác ảo tưởng của chúng ta về sự kết nối với thế giới".

## Sự nghiệp
Kazuo Ishiguro sinh ra ở tỉnh Nagasaki, Nhật Bản, con trai của tiến sĩ ngành hải dương học, Shizuo Ishiguro và vợ Shizuko. Sau đó gia đình ông (bao gồm cả hai em gái ông) chuyển đến Guildford, Surrey, Anh do cha ông nhận được lời mời làm việc ở National Oceanography Centre, Southampton và định cư luôn vào năm 1960, khi đó ông mới lên 5 tuổi. Ông tốt nghiệp cử nhân tại Đại học Kent vào năm 1978, tốt nghiệp Thạc sĩ tại Đại học East Anglia vào năm 1980.
Cuốn tiểu thuyết đầu tay của ông, Cảnh đồi mờ xám, đã giành được Giải thưởng tưởng niệm Winifred Holtby của Viện Văn học Hoàng gia Anh năm 1982. Tiểu thuyết thứ hai, An Artist of the Floating World (tạm dịch Một họa sĩ phù thế, 1986), đoạt giải Whitbread năm 1986.
Ishiguro là một trong những tác giả tiểu thuyết nổi bật của nền văn chương Anh ngữ, từng nhận được bốn đề cử Man Booker Prize và giành giải này năm 1989 với tiểu thuyết Tàn ngày để lại.
Tiểu thuyết thứ tư, The Unconsoled (tạm dịch Không khuây khỏa, 1995), đã giành giải thưởng Cheltenham năm 1995.
Mãi đừng xa tôi, tiểu thuyết ra đời năm 2005 được Time Magazine xếp vào danh sách 100 cuốn sách tiếng Anh hay nhất từ năm 1923 đến năm 2005.
Năm 2008, The Times xếp Ishiguro thứ 32 trong danh sách "50 nhà văn Anh vĩ đại nhất kể từ năm 1945".
Năm 2017, Kazuo Ishiguro được Viện Hàn lâm Thụy Điển trao tặng giải Nobel Văn học.

## Tác phẩm
- A Pale View of Hills (Cảnh đồi mờ xám, 1982), tiểu thuyết
- An Artist of the Floating World  (Một họa sĩ phù thế, 1986), tiểu thuyết
- The Remains of the Day (Tàn ngày để lại, 1989), tiểu thuyết
- The Unconsoled (Không khuây khỏa, 1995), tiểu thuyết
- When We Were Orphans (Khi chúng ta là kẻ mồ côi, 2000), tiểu thuyết
- The Saddest Music in the World (2003), kịch bản phim
- Never Let Me Go (Mãi đừng xa tôi, 2005), tiểu thuyết
- The White Countess (2005), kịch bản phim
- Nocturnes: Five Stories of Music and Nightfall (Dạ khúc: Năm câu chuyện về âm nhạc và đêm buông, 2009), tập truyện ngắn
- The Buried Giant (Người khổng lồ ngủ quên, 2015), tiểu thuyết
- Tối thế kỷ XX của tôi và những bước ngoặt nhỏ khác (2017), diễn từ nhận giải Nobel

## Bản dịch tiếng Việt
- Người khổng lồ ngủ quên, Lan Young dịch từ nguyên tác The Burried Giant, Công ty cổ phần Văn hóa và Truyền thông Nhã Nam và Nhà xuất bản Văn học, tháng 4 năm 2017.
- Mãi đừng xa tôi, Trần Tiễn Cao Đăng dịch từ nguyên tác Never Let Me Go, Nhã Nam và Nhà xuất bản Văn học, tháng 5 năm 2018.
- Dạ khúc: Năm câu chuyện về âm nhạc và đêm buông, An Lý dịch từ nguyên tác Nocturnes: Five Stories of Music and Nightfall, Nhã Nam và Nhà xuất bản Văn học, tháng 7 năm 2018.
- Cảnh đồi mờ xám, Lan Young dịch từ nguyên tác A Pale View of Hills, Nhã Nam và Nhà xuất bản Văn học, tháng 2 năm 2019.
- Tàn ngày để lại, An Lý dịch từ nguyên tác The Remains of the Day, Nhã Nam và Nhà xuất bản Văn học, tháng 2 năm 2021.
- Một họa sĩ phù thế, Triều Dương dịch từ nguyên tác An Artist of the Floating World, Nhã Nam và Nhà xuất bản Văn học, tháng 11 năm 2022.
- Klara và mặt trời, Lan Young dịch từ nguyên tác Klara and the Sun, Nhã Nam và Nhà xuất bản Văn học, tháng 9 năm 2023.

## Đánh giá
- Hội đồng trao giải thưởng Nobel đã nhận định về Kazuo Ishiguro: "Người, bằng những tiểu thuyết đẩy cảm xúc, đã phát hiện ra những vực thẳm phía dưới cảm xúc bay bổng kết nối chúng ta với thế giới."[cần dẫn nguồn]
- Năm 2008, Tạp chí Times xếp hạng Ishiguro thứ 32 trong danh sách "50 nhà văn Anh vĩ đại nhất kể từ năm 1945".